# Otto Hess (Politiker, 1935)
Otto Hess (* 18. März 1935 in Häuslen (Gem. Roggwil TG); † 17. Februar 2014 in St. Gallen) war ein Schweizer Politiker (SVP).

## Biografie
Otto Hess wurde am 18. März 1935 als Sohn des BGB-Politikers Otto Hess in Häuslen geboren. Zunächst besuchte er die Landwirtschaftsschule in Arenenberg. 1959 legte Hess die bäuerliche Berufsprüfung sowie 1969 die Meisterprüfung ab. Anschliessend übernahm den elterlichen Landwirtschaftsbetrieb. Ferner fungierte Hess von 1974 bis 1984 als Präsident der Schulgemeinde Roggwil sowie als Präsident des Thurgauischen Milchproduzentenverbandes. Daneben amtierte er von 1969 bis 1996 als Mitglied der Aufsichtskommission der Landwirtschaftsschule Arenenberg. Darüber hinaus stand Hess von 1991 bis 2005 als Verwaltungsratspräsident der Ostschweizer Obstverwerterin Thurella-Genossenschaft sowie von 1999 bis 2001 der Swiss Dairy Food AG vor. Am 17. Februar 2014 verstarb Hess im Alter von 78 Jahren in St. Gallen. 
Hess wirkte von 1984 bis 1988 im Thurgauer Grossen Rat und von 1987 bis 1999 im Nationalrat, in dem er die Sicherheitskommission präsidierte.